# 디조지 증후군
디조지 증후군(영어: DiGeorge syndrome) 인간 22번 염색체 22q11.2 영역이 결실된 질병이다. 유병률의 추정이 매우 다양하다.

## 특징적인 증상
- 심장 결함(Cardiac Defects)
- 넓게 퍼진 눈
- 작은 턱

## 같이 보기
- 카일러 증후군
- 젤웨거 증후군